# Angeł Jasenow
Angeł Sirakow Jasenow (bg. Ангел Сираков Ясенов; ur. 20 kwietnia 1965 w Omurtagu) – bułgarski zapaśnik walczący w stylu wolnym. olimpijczyk z Seulu 1988, gdzie zajął ósme miejsce w wadze lekkiej.
Wicemistrz Europy młodzieży w 1986 roku.

## Letnie Igrzyska Olimpijskie 1988
| Konkurencja        | Eliminacje             | Eliminacje          | Eliminacje                  | Eliminacje               | Eliminacje            | Finały                    | Klas. końcowa |
| Konkurencja        | Przeciwnik I           | Przeciwnik II       | Przeciwnik III              | Przeciwnik IV            | Przeciwnik V          | o 7. miejsce              | Miejsce       |
| ------------------ | ---------------------- | ------------------- | --------------------------- | ------------------------ | --------------------- | ------------------------- | ------------- |
| 68 kg w styl wolny | Arsen Fadzajew (URS) P | Ho Bisgaltu (CHN) Z | Jeorjos Atanasiadis (GRE) Z | Herminio Hidalgo (PAN) Z | Kōsei Akaishi (JPN) P | Alexander Leipold (FRG) P | 8.            |